# Obafemi Awolowo
Obafemi Awolowo (yoruba: Yoruba: Ọbáfẹ́mi Awólọ́wọ̀, ofta bara Awo), född 1909 i Ogun, död 1987, var en nigeriansk politiker och en av det moderna Nigerias grundare.
Awolowo var etnisk yoruba från en bonde- och timmermansfamilj i Ikenne, Ogun. Han arbetade tidigt som bland annat journalist på The Nigerian Worker och för fackföreningsrörelsen men utbildade sig senare till jurist i England. Han var 1951 med och grundade det politiska partiet Aktionsgruppen, som förhandlade med Storbritannien om Nigerias självständighet. I slutet av 1950-talet blev han premiärminister i Västra Nigeria, och senare nationell oppositionsledare.
Det statliga Obafemi Awolowo University, vars förste chancellor han var, tog 1987 sitt nuvarande namn efter honom.